# Gorliz
Gorliz en basque ou Górliz en espagnol est une commune de Biscaye dans la communauté autonome du Pays basque en Espagne.
Le nom officiel de la ville est Gorliz.

## Géographie
Gorliz est composé par les quartiers suivants : Agirre-Areantza-Guzurmendi, Gandia, Urezarantza, Andra Mari, Areatza et Elexalde qui est le quartier principal (mairie, église)

## Économie
Son économie se base principalement sur le secteur des services. Sa principale source de revenu est le tourisme. Durant les dernières années, la municipalité s'est transformée un des plus importants centres touristiques de Biscaye.

### Sources
- (es) Cet article est partiellement ou en totalité issu de l’article de Wikipédia en espagnol intitulé « Górliz » (voir la liste des auteurs).